# Jonathan Hawkins
Jonathan Hawkins est un joueur d'échecs britannique né le 1er mai 1983 à Consett. Grand maître international depuis 2014, il a remporté deux fois le championnat britannique (en 2014 et 2015) et deux fois le championnat britannique de parties rapides (en 2012 et 2014). Il fut également premier ex æquo de l'Open de Vienne en 2013.
Au 1er avril 2018, il est le septième joueur anglais avec un classement Elo de 2 589 points.

## Publication
- (en) Amateur to IM: Proven Ideas and Training Methods, Mongoose Press, 2012